# 卡雅泽拉斯
卡雅泽拉斯是巴西帕拉伊巴州的一个市镇。总面积586.275平方公里，总人口57642人，人口密度98.3人/平方公里。